# Siostry Melosik
Siostry Melosik – duet tworzony przez bliźniaczki Dagmarę i Martynę Melosik (ur. 19 września 1987 w Poznaniu), wokalistki, kompozytorki, instrumentalistki, autorki tekstów.

## Życiorys

### Wykształcenie

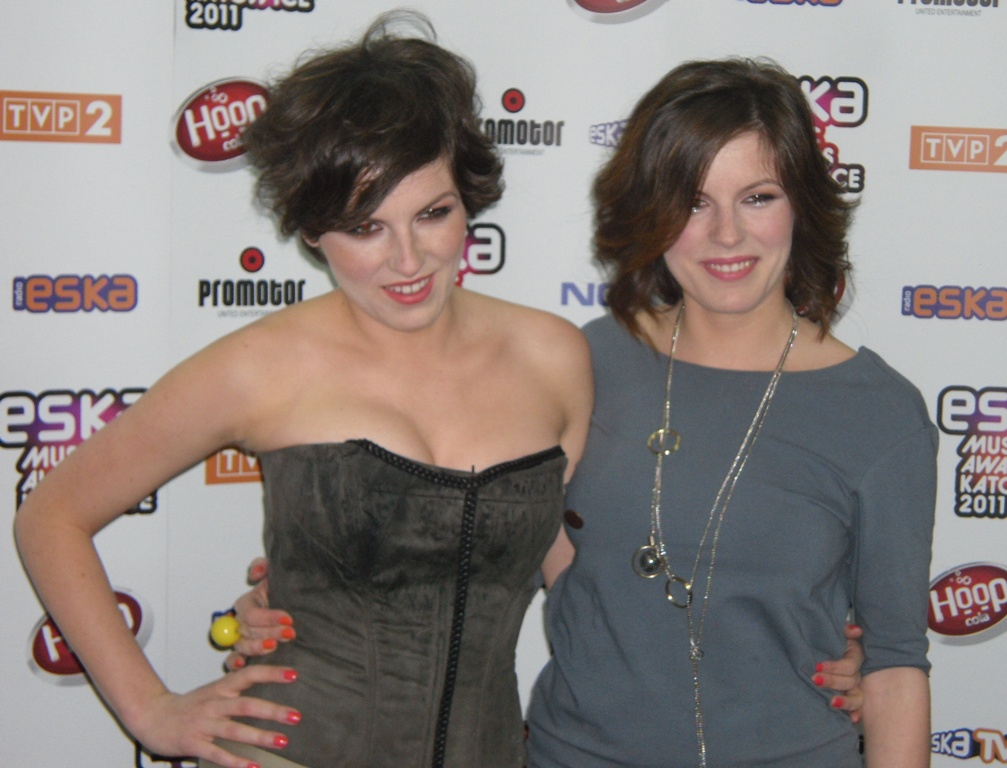
Siostry Melosik na gali Eska Music Awards 2011

Zdały maturę w Stanach Zjednoczonych oraz ukończyły filologię włoską na Uniwersytecie Warszawskim.

### Kariera muzyczna
Śpiewają od najwcześniejszego dzieciństwa. W 2001 za wykonanie utworu „W moim magicznym domu” zwyciężyły w programie TVN Droga do Gwiazd, wcześniej trzykrotnie występując w programie TVP1 Od przedszkola do Opola. W 2003 wzięły udział w koncercie „Zbigniew Wodecki i jego goście”, transmitowanym przez TVP2 i Telewizję Polonia. W 2005 wyjechały na rok do Stanów Zjednoczonych, gdzie oprócz wspólnych występów i nagrań z Cecilem Shaw, brały udział w musicalach – Martyna w Pajama game wystawionym w Lamar High School w Houston w Teksasie, a Dagmara w „Barnum” wystawionym w Southeast High w Wichita w stanie Kansas. Współpracowały z big-bandami pod dyrekcją Zbigniewa Górnego i Adama Bardabusza. Grają na gitarach, klarnecie (Dagmara) i saksofonie (Martyna).
W 2011 siostry Melosik z singlem „Żeńsko-męska gra” zostały nominowane do nagrody Eska Music Awards 2011 w kategorii „Nowa twarz radia Eska”. Utwór znalazł się na składance pt. RMF FM Polskie Przeboje z 2011.
Od 2012 współpracują z Anią Dąbrowską jako chórzystki i współautorki tekstów. Były trzykrotnie nominowane do nagrody przemysłu muzycznego Fryderyk w kategorii „Utwór roku” za utwory: „Nieprawda” (2016), „W głowie” (2017) i „Porady na zdrady (Dreszcze)” (2018). Są członkiniami Akademii Fonograficznej. W marcu 2016 na limitowanej edycji płyty Ani Dąbrowskiej Dla naiwnych marzycieli gościnnie ukazał się autorski utwór sióstr, „Znam na pamięć dalszy ciąg”.
30 lipca 2016, podczas koncertu Wierzę w Boże Miłosierdzie wieńczącego Światowe Dni Młodzieży w Krakowie, wykonały utwór „In Christ Alone” przed 1,5 milionem zgromadzonych pielgrzymów oraz wielomilionową publicznością telewizyjną całego świata. 8 czerwca 2018, wykonując autorską piosenkę „Batumi”, zdobyły Nagrodę Publiczności podczas 55. KFPP w Opolu. Utwór zapowiadał pierwszy album studyjny sióstr utrzymany w stylistyce pop/country. W listopadzie 2018 wydały singiel, „Równocześnie”, a w czerwcu 2019 ukazał się ich trzeci, inspirowany filmem „Nóż w wodzie” Romana Polańskiego singiel i teledysk pt. „Coś nie tak”. Wiosną 2020 ukazał się singiel i animowany teledysk pt. „Nawet ty”. W lutym 2021 premierę miał singiel i teledysk „Endless”, napisany jako ścieżka dźwiękowa filmu dokumentalnego „Heading Liberty”.
4 marca 2022 ukazała się debiutancka płyta Sióstr Melosik pt. „Znam na pamięć dalszy ciąg” zawierająca 9 autorskich piosenek utrzymanych w stylistyce pop/country.
Współpracują z wieloma polskimi artystami, zarówno jako chórzystki (m.in. Ania Dąbrowska, Natalia Kukulska), jak i autorki tekstów i muzyki (m.in. Grzegorz Hyży, Edyta Górniak, Halina Mlynkova, Krzysztof Kiljański, Ania Dąbrowska).

#### Działalność solowa
W grudniu 2008 Martyna Melosik została laureatką pierwszej polskiej edycji telewizyjnego konkursu talentów Polsatu Fabryka Gwiazd. W 2010 w duecie z Piotrem Dymałą nagrała utwór „Od pełni do pełni” promujący komedię Tomasza Szafrańskiego pod tym samym tytułem. Utwór ukazał się na albumie pt. Adam Sztaba – Muzyka Własna.

## Życie prywatne
Siostry Melosik pochodzą z poznańskiej, muzycznej rodziny Melosików. Ich ojciec, Szymon Melosik, jest pianistą i dyrygentem, w latach 2000–2019 dyrektorem GOK w Tarnowie Podgórnym. Mama, Elżbieta Melosik, jest chemikiem. Mają dwoje starszego rodzeństwa, Bartosza i Karolinę, również muzyków.

## Nagrody i nominacje
- 2011: Eska Music Awards – nominacja w kategorii „Nowa Twarz”
- Fryderyki (nominacje w kat. Utwór Roku) – 2016[8], 2017[9], 2018[10]
- Podwójna platynowa płyta za sprzedaż albumu „Dla naiwnych marzycieli” Ani Dąbrowskiej – 2016
- 55. KFPP Opole „Debiuty” – 2018 – Nagroda Publiczności[21]
- Platynowa płyta za sprzedaż albumu „The best of Ania Dąbrowska” Ani Dąbrowskiej – 2019

## Dyskografia

### Albumy
„Znam na pamięć dalszy ciąg” – premiera 4.03.2022

### Single
- 2011 – „Żeńsko-męska gra”
- 2014 – „Od pełni do pełni”
- 2016 – „Znam na pamięć dalszy ciąg”
- 2018 – „Batumi”
- 2018 – „Równocześnie”
- 2019 – „Coś nie tak”
- 2020 – „Nawet ty”
- 2021 – „Endless”
- 2022 – „Wszystko jedno”
- 2022 – „Pochód”[22]
- 2023 – „Afirmacje”[23]
- 2024 - "Za kilka zim"
- 2024 - "Dotyku nieba"
- 2025 - "Mars"